# Unua Libro

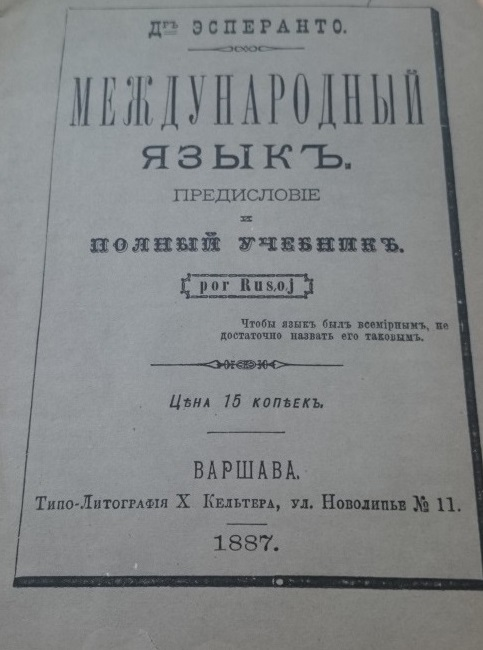
Російське видання Першої книги

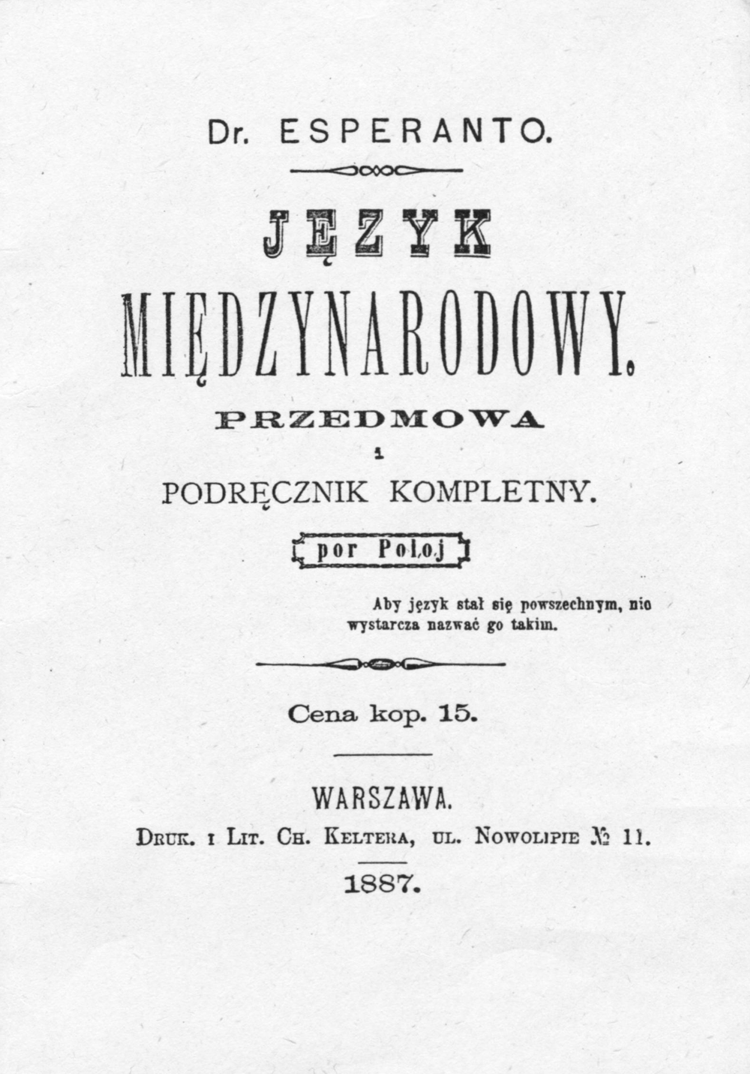
Польське видання Першої книги

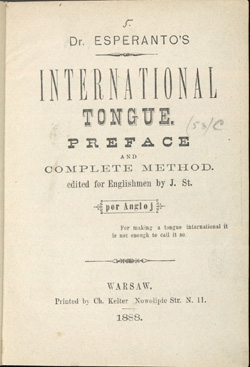
Англійське видання Першої книги, 1888 р.

«Unua Libro» (укр. Перша Книга) — усталена в есперантологічній літературі назва першого видання підручника з основ мови есперанто, автором якого був власне творець есперанто Людвік Заменгоф (під псевдонімом Д-р Есперанто, тобто Той, що сподівається). Підручник під назвою «Міжнародна мова» було опубліковано 26 липня 1887 року, у Варшаві. Цю дату вважають «днем народження» есперанто. 
Оскільки Варшава на той час була частиною Російської імперії, то перше видання книги було надруковано російською мовою. Пізніше, протягом того ж року, видано примірники французькою, польською та німецькою мовами. Поняття «Unua Libro» вживають щодо будь-якої з цих версій і, за потреби, роблять уточнення, наприклад, «Польська Перша Книга» (Pola Unua Libro) тощо.

## Історія створення

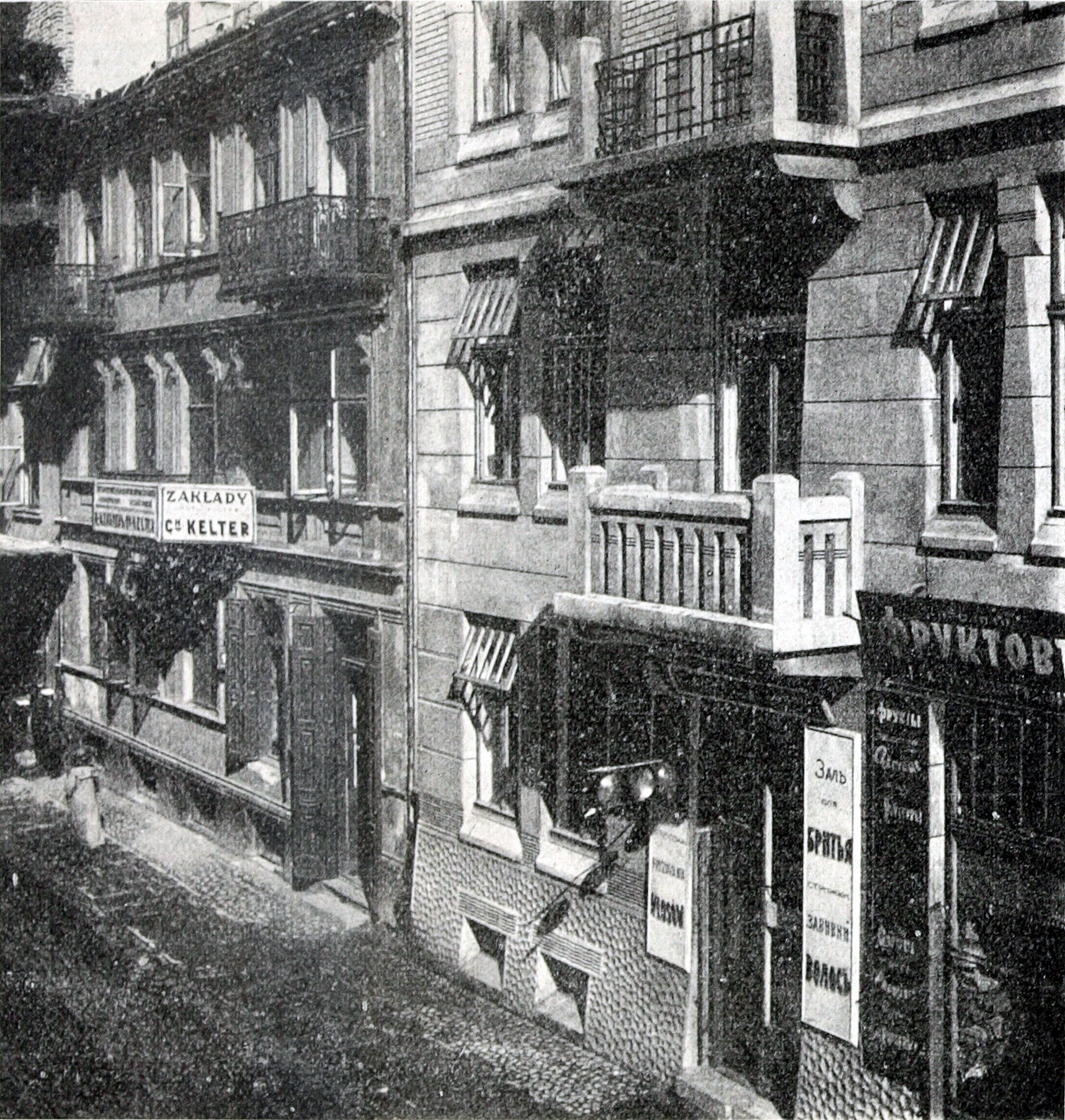
Друкарня Кельтера на вулиці Новоліп'є, 11

Ще навчаючись у гімназії, Людвік Заменгоф почав розробляти проєкти своєї «міжнародної мови». 1878 року він ознайомив своїх гімназійних колег із найвідомішим варіантом праесперанто, так званим «Lingwe universala». Вже цьому проєкту були притаманні риси остаточної версії, викладеної у Unua Libro. 
Простежуючи період праці над проєктом, можна відзначити, що спочатку автор керувався апріорними принципами, проте згодом швидко звернувся до апостеріорі-натуралістичної моделі лінгвопроєктування.
Ще за два роки до випуску Unua Libro, 1885 року, автор визначився з варіантом проєкту мови та підготував до друку підручник. Проте видавництва не бралися до тиражування без попередньої оплати. Питання було вирішено 1887 року, коли Заменгоф заручився з Кларою Зільбернік й отримав від свого тестя фабриканта Олександра Лейбовича 10 тис. рублів у вигляді посагу за свою наречену.
Рукопис майбутньої книги надійшов на цензорську перевірку 6 квітня 1887 року. 2 червня було видано дозвіл на друк російськомовної версії. 26 липня книгу було надруковано у варшавській друкарні «Типо-Літографія Х. Кельтера», що на вулиці Новоліп'є, 11. Тираж становив 3 тисячі примірників. Також Заменгоф написав підручники польською, німецькою та французькою мовами, які було опубліковано до кінця року. Тираж польського склав 3 тисячі, німецького та французького — по 1 тисячі примірників. 
Англомовну версію підручника видано 1888 року, проте переклад виявився настільки невдалим, що незабаром Заменгоф зупинив його поширення; 1889 року з'явився якісніший переклад. 
В есперанто-спільноті поняття Unua Libro виникло у зв'язку з тим, що 1888 року Заменгоф видав продовження — другу брошуру під назвою «Друга книга міжнародної мови» (есп. «Dua Libro de l 'Lingvo Internacia») та «Додаток до другої книги» (есп. «Aldono al la Dua Libro»), цього разу есперантською мовою.

## Вигляд, структура та зміст
Unua Libro була 40-сторінковою брошурою розміром 20,5 на 15 см. На титульному аркуші російської версії містилися приписка есп. por Rusoj (для росіян), вказана ціна — 15 копійок, місце та рік друку. 
Також на титульному аркуші автор написав: «Аби мова була всесвітньою, недостатньо назвати її такою». З огляду на тогочасні обставини, цією фразою Д-р Есперанто полемізував із творцем мови волапюк Мартіном Шлеєром, мова якого на той час перебувала на піку своєї популярності, проте мала низку системних особливостей, які робили її вивчення досить складним; Заменгоф підкреслював кардинальну відмінність свого проєкту від волапюка. 
Більшу частину книги (28 сторінок з 40) займав вступ, в якому автор обґрунтовував потребу в міжнародній мові, а також показував переваги свого проєкту; зокрема, він стверджував і демонстрував на прикладі, що текст новою мовою можливо читати й розуміти навіть не знаючи його граматики, досить мати тільки словничок. Як ілюстрації було наведено такі тексти мовою есперанто:
- Молитва Отче наш (Patro nia).
- Фрагмент з Біблії (El la Biblio) — перші вірші книги Буття.
- Лист (Letero) — приклад листа, який можна було за задумом автора відправити своїм знайомим (разом зі словничком) для демонстрації того, що нову мову можна розуміти без попереднього вивчення, користуючись тільки словником.
- «Моя дума» (Mia penso), оригінальний вірш Заменгофа.
- «З Гейне» (El Heine), переклад вірша Генріха Гейне
- «О, моє серце» (Ho, mia kor '), оригінальний вірш Заменгофа

На чотирьох сторінках було надруковано купони з таким текстом (мовою есперанто):
|  | Обіцянка. Я, що нижче підписався, обіцяю вивчити запропоновану доктором Есперанто міжнародну мову, якщо виявиться, що десять мільйонів осіб публічно дали таку ж обіцянку. Підпис: Оригінальний текст (еспер.) [Promeso. Mi, subskribita, promesas ellerni la proponitan de d-ro Esperanto lingvon internacian, se estos montrita, ke dek milionoj personoj donis publike tian saman promeson. Subskribo:] Помилка: [undefined] Помилка: {{Lang}}: немає тексту (допомога): текст вже має курсивний шрифт (допомога) |

На зворотному боці купона була пропозиція писати ім'я та адресу. Автор пропонував читачам вирізати, заповнити й надіслати ці купони йому з метою подальшої публікації імен й адрес прихильників нової мови окремою книгою (цей проєкт, утім, не було здійснено; у першій газеті мовою есперанто - «La Esperantisto» - регулярно друкували адреси нових есперантистів, але кількість опублікованих таким чином адрес не перевищила декількох тисяч).
В самому кінці книги на п'яти сторінках було подано базову граматику мови. Заменгоф звів її в 16 правил, які згодом увійшли й у твір Fundamento de Esperanto, ухвалений на першому міжнародному конгресі есперанто 1905 року як незмінні основи мови (звідси ж походить і популярний міф про те, що в есперанто є тільки 16 правил, що, звісно, не є правдою; правильніше говорити про те, що «базова граматика есперанто у Першій книзі й у Fundamento de Esperanto подана у вигляді 16 правил»).
На окремому аркуші дрібним шрифтом був «Міжнародно-російський словник», якому передувала фраза: «Все, що написано міжнародною мовою, можна розуміти за допомогою цього словника.» Словник містив 927 морфем (включно із коренем, закінченням, префіксами та суфіксами; деякі корені було подано лише у вигляді прикладів до інших статей); у тексті самої книги та описі граматики траплялися ще близько 20 коренів (зокрема, й власні назви). Вважають, що вся Unua Libro містить 947 словотворчих морфем — у певному сенсі можна сказати, що саме стільки елементів містив перший словник есперанто.
Попри те, що есперанто як система з 1887 року змінилася дуже незначним чином, і тексти Unua Libro без будь-яких складнощів розуміють сучасні есперантисти, в есперанто-текстах є багато зворотів, які, з погляду сучасної норми, трактують як архаїзми або навіть як просто помилки. В Unua Libro є також і кілька «архаїчних» коренів (можливо, вони є результатом помилки), які згодом набули іншої форми (наприклад, speri, vinki — в сучасному есперанто відповідно esperi, venki).  Деяким кореням у словнику приписують зміст, відмінний від того, який ці корені мають зараз (наприклад, слову forko  приписується значення «вила», а слову ŝtofo  — значення «речовина»; в сучасному есперанто відповідно forkego  і substanco).  Крім того, в Unua Libro тимчасові коррелятиви ряду kiam, tiam, ĉiam, neniam, iam  («коли, тоді, завжди, ніколи, колись») подано в «архаїчній формі» kian, tian, ĉian, nenian, ian.
В Unua Libro Заменгоф поділяв окремі морфеми вертикальними рисками (наприклад, слово fratino  «сестра», писалося так: frat|in|o), що полегшувало аналіз складних слів і їх переклад за допомогою словника. Окрім як в Unua Libro та здебільшого в копіях Fundamento de Esperanto цей спосіб більше ніде не застосовувався.

## Доля книги
Заменгоф розіслав примірники Unua Libro науковим товариствам, редакціям періодичних видань, а також за відомими йому адресами вченим, письменникам, вчителям, адвокатам та іншим представникам інтелігенції. Таким чином було закладено основи майбутнього есперанто-руху — дехто з тих, хто отримав книгу, зацікавився проєктом і відгукнувся на пропозиції Заменгофа численними листами. Не маючи можливості відповісти всім особисто, 1888 року Заменгоф видав так звану «Другу книгу» (есп. Dua Libro de l' Lingvo Internacia), в якій навів нові приклади використання мови, а також відповів на критику та запитання про граматику й структуру мови.
Попри те, що Перша книга, з дидактичного погляду, не може вважатися «підручником» есперанто, вона й досі залишається важливим документом з історії есперанто та її лінгвістичної еволюції. Згодом книгу неодноразово перевидавали репринтним способом (останнє російськомовне видання було надруковано видавництвом «Імпето» 2004 року  ).

## Цікаво
- Крім заяви на обкладинці («Аби мова була всесвітньою, недостатньо назвати її такою») в Unua Libro є ще одна незвичайна заява: «Міжнародна мова, як і всяка народна, є надбанням суспільним, і від будь-яких особистих прав на нього автор назавжди відмовляється» («Интернаціональный языкъ, подобно всякому національному, составляетъ достояніе общественное, и отъ всякихъ личныхъ правъ на него авторъ на всегда отказывается»). Ця репліка знову ж полемізує з І. М. Шлеєром (творцем волапюка), який вважав волапюк своєю власністю і вкрай авторитарно ставився до критики і спроб реформувати його мову.
- Псевдонім «Д-р Есперанто» (Д-р, що сподівається)  за найпоширенішим трактуванням, висловлює надію автора на те, що його проєкт буде прийнято суспільством. Однак, сам Заменгоф ніколи не пояснював, чому він обрав саме такий псевдонім. Не виключено, що псевдонім є просто грою слів — закінчення прізвища «Заменгоф» співзвучне німецькому дієслову hoffen — сподіватися[1].
- Як видно з назви брошури, спочатку Заменгоф не давав своєму проєкту ніякої відмітної назви, називаючи його просто «міжнародна мова». Проте, щоб уникнути плутанини з волапюком, прихильники есперанто часто казали «мова доктора Есперанто». Згодом це формулювання скоротилася до «мова Есперанто», а врешті-решт залишилося одне лише слово «Esperanto», яке мовою есперанто пишеться з великої літери, щоб його можна було відрізнити від звичайного слова «має надію».
- На останній сторінці Unua Libro було зазначено адресу автора, що по суті розкрило псевдонім Заменгофа: «Пану д-ру Заменгофу для д-ра Есперанто у Варшаві». Така незвичайна адреса нерідко змушувала істориків есперанто вважати, що Заменгоф був досить відомою особою в Варшаві, якщо покладався тільки на власне ім'я. Однак, він, мабуть, просто одержував листи на головпоштамті на абонентську скриньку або «на пред'явника» [4] .
- Малі розміри й невелика вага «Unua Libro», як і власне «ключів есперанто» (так називалися невеликі брошури, в яких було подано основну граматику есперанто й які містили базовий есперанто-національномовний словничок), полегшували їх поширення поштою. Заменгоф радив сміливо писати листи міжнародною мовою будь-якому іноземцю — якщо до листа додавався всього лише відповідний словничок, то можна було очікувати, що одержувач зуміє прочитати текст листа. Таким чином, можна сказати, що Заменгоф застосовував найсучасніші на ті часи методики й технічні засоби для поширення своєї мови.
- Для видання Unua Libro було необхідно виготовити особливі літери для специфічних есперанто-символів. Друкарня  Кельтера стала, таким чином, першою у світі друкарнею, облаштованою есперанто-шрифтами.